# Bicyclus zinebi
Bicyclus zinebi is een vlinder van de familie van de Nymphalidae, van de onderfamilie van de Satyrinae. De soort is voor het eerst wetenschappelijk beschreven als Idiomorphus zinebi door Arthur Gardiner Butler in een publicatie uit 1869.

## Verspreiding
De soort komt voor in tropisch Afrika waaronder Senegal, Gambia, Guinea-Bissau, Guinee, Sierra Leone, Liberia, Ivoorkust en Ghana, waar deze voorkomt in diverse soorten bossen.

## Waardplanten
De rups leeft op Aframomum alboviolaceum (Zingiberaceae).